# Iglesia de San Buenaventura (Casablanca)
La Iglesia de San Buenaventura fue una iglesia situada en la medina de Casablanca, Marruecos. Fue fundada por católicos franciscanos alrededor de 1890.   Fue construida sobre el territorio que el sultán Hassan I de Marruecos concedió al rey Alfonso XII de España, siendo la sede de la Iglesia española en la ciudad desde finales del siglo XIX.
Dejó de funcionar como iglesia en 1968, pasando a albergar a familias necesitadas. La Embajada de España cedió la propiedad a la ciudad de Casablanca.
En el año 2016, el sitio fue transformado en un centro cultural al servicio de la comunidad de la medina.